# Pont du Diable (Hérault)

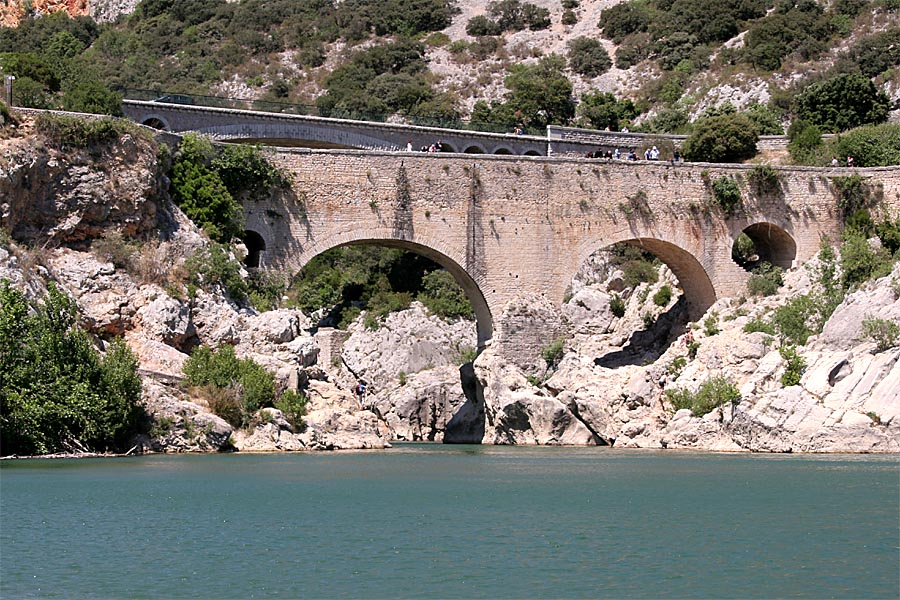
Saint-Jean-de-Fos
Pont du Diable (Blick stromaufwärts)

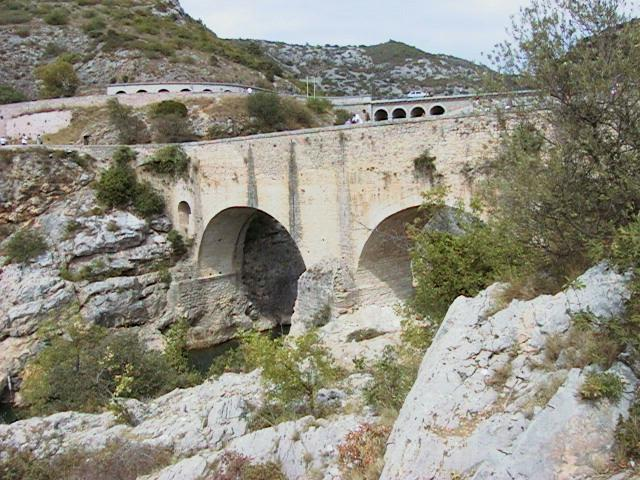
Saint-Jean-de-Fos
Pont du Diable (Blick vom Ufer)

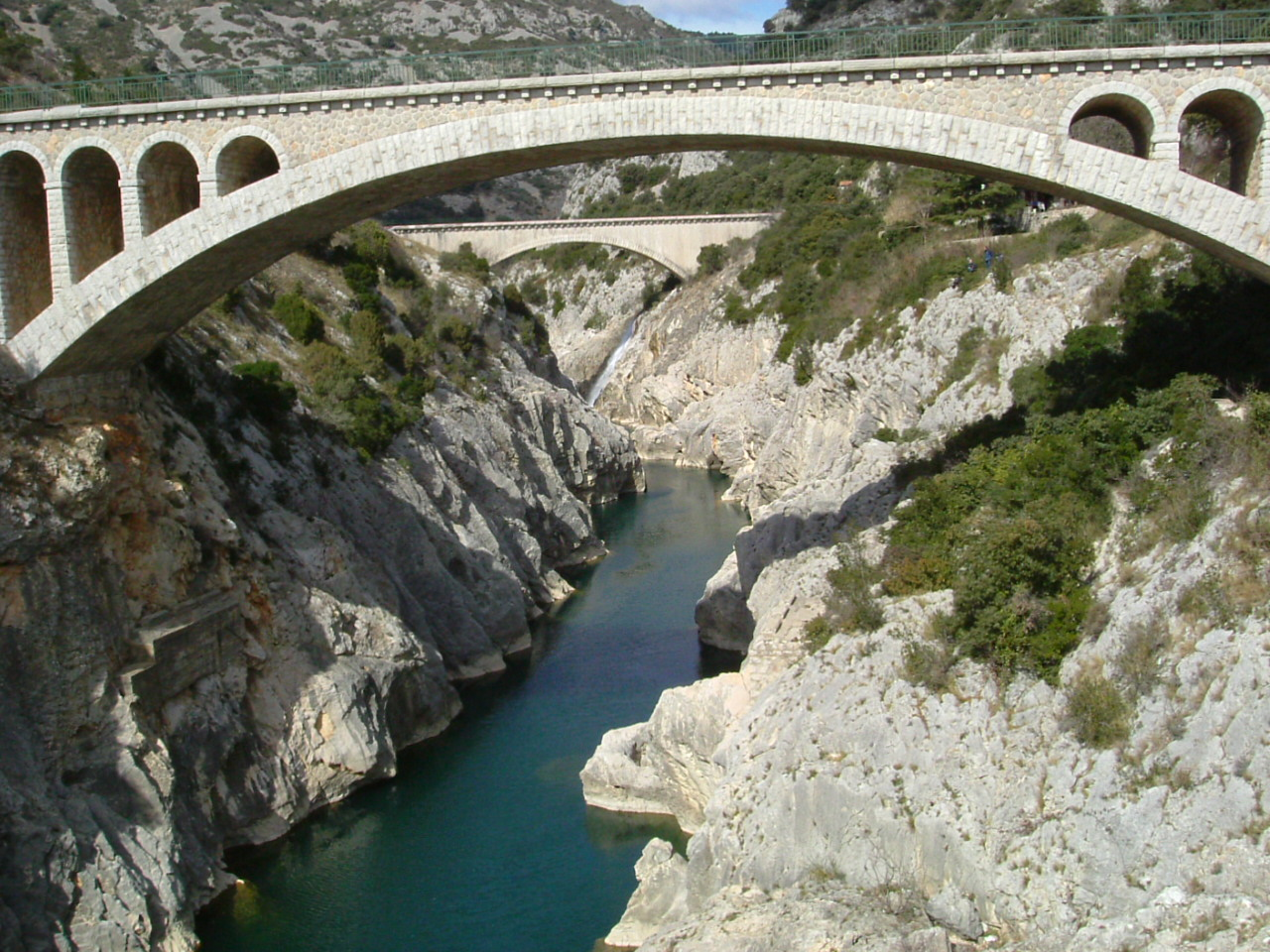
Saint-Jean-de-Fos
Die Neue Brücke

Die Pont du Diable (deutsch: Teufelsbrücke) oder Pont du Gour noir bei Saint-Jean-de-Fos ist eine zweibogige Steinbrücke aus dem 11. Jahrhundert und steht im Süden Frankreichs.
Das Bauwerk überspannt den Fluss Hérault am Ende einer Schlucht in der Nähe des Ortes Saint-Jean-de-Fos in der südfranzösischen Region Okzitanien, Département Hérault.

## Geschichte
Über die Brücke führte viele Jahrhunderte der Pilgerweg von dem um 780 von Benedikt von Aniane gegründeten Kloster in der südöstlich von Saint-Jean-de-Fos gelegenen Gemeinde Aniane zum Grab des Schutzheiligen Wilhelm von Gellone in der nördlich stromaufwärts gelegenen Gemeinde Gellone. Schon bald nach seinem Tod wurde Wilhelm hoch verehrt und sein Grab ist bis in die Gegenwart eine bedeutende Etappe der Jakobspilger auf der Via Tolosana, einem der französischen Abschnitte des Jakobsweges nach Santiago de Compostela. Mit der Heiligsprechung Wilhelms (französisch: Saint Guilhem) im Jahr 1066 und der damit einhergehenden Zunahme der Pilgerströme zu seinem Grab wurde Gellone unter dem neuen Namen Saint-Guilhem-le-Désert bekannt.
Die alte Brücke ist seit 1932 für den Fahrzeugverkehr gesperrt, für Fußgänger ist sie noch begehbar. Die Kraftfahrzeuge fahren nun über eine neu errichtete Brücke, die eine vielgenutzte Aussicht auf die Pont du Diable bietet.
Die Pont du Diable bei Saint-Jean-de-Fos wurde 1935 als Monument historique unter Denkmalschutz gestellt.
Seit 1998 ist die Brücke als Teil des Weltkulturerbes der UNESCO Jakobsweg in Frankreich gekennzeichnet.

## Konstruktion und Daten
- Länge: 65 m
- Breite: 4 m
- Höhe: 18 m
- Spannweite Hauptbogen: 16 m
- Erbaut: 1025–1031